# 產卵工蜂
產卵工蜂是指工蜂產卵的現象，為不正常狀態。
一般情況下工蜂不會產卵，但在蜂群缺少蜂王的情況下會導致工蜂產卵，然而工蜂未經過交配，只能產下未受精卵，且僅發育成雄蜂。
若蜂群長期失王，將導致產卵工蜂的情況發生，甚至會有多隻產卵工蜂出現，但因產下的卵只能發育成雄蜂，最後會導致蜂群滅亡。
蜂后在正常情況下會在每一個巢房中產下一個卵。而產卵工蜂會在一個巢房內下很多個卵，一孔多卵是工蜂產卵的判斷方式之一。
東方蜜蜂的蜂群失王3～5天即會有產卵工蜂的情況發生，西方蜜蜂的蜂群失王3週才會有產卵工蜂的情況。